# Atlantis (Schiff, 1938)
Die Atlantis war im Zweiten Weltkrieg ein zum Hilfskreuzer umgerüstetes deutsches Handelsschiff. Unter der Tarnung eines harmlosen Frachters führte sie Handelskrieg gegen die Schifffahrt der Alliierten. Bei der Seekriegsleitung wurde die Atlantis unter den Decknamen Handelsstörkreuzer 2 bzw. Schiff 16 geführt. Bei der Royal Navy war sie als Raider C bekannt.
Am 22. November 1941 wurde die Atlantis bei der Versorgung eines deutschen U-Bootes 500 Meilen südöstlich der Sankt-Peter-und-Sankt-Pauls-Felsen vom britischen Schweren Kreuzer Devonshire gestellt und unter Feuer genommen. Die Besatzung versenkte ihr schwer beschädigtes Schiff selbst, konnte aber fast vollzählig mit Unterseebooten nach Hause gebracht werden.
Die Kaperfahrt der Atlantis dauerte insgesamt 622 Tage und war die längste Einsatzfahrt eines Kreuzers in beiden Weltkriegen.

## Geschichte
Das 7.862 BRT große Frachtschiff war 1937 unter dem Namen Goldenfels für die Reederei DDG „Hansa“ beim Bremer Vulkan in Vegesack unter der Baunummer 736 gebaut worden. Sie war das fünfte Schiff der Ehrenfels-Klasse, von der die Reederei bis zum Beginn des Zweiten Weltkriegs acht Schiffe erhielt und von der noch ein weiteres im ersten Kriegsjahr fertiggestellt wurde. Die Schiffe transportierten Stückgut zwischen Europa und Indien, Persien, Ceylon sowie Burma. Bei Kriegsausbruch befanden sich drei Schiffe in der Heimat, zwei im Mittelmeer und drei im Indischen Ozean, die in Chisimao, Murmogoa bzw. Bandar Schapur Schutz suchten.
Nach Kriegsbeginn wurde die in der Heimat befindliche Goldenfels von der Kriegsmarine beschlagnahmt. Die Umrüstung zu einem bewaffneten Hilfskreuzer erfolgte bei der Deschimag-Werft in Bremen. Nach nur 99 Tagen war das Schiff einsatzbereit. Kommandant wurde Kapitän zur See Bernhard Rogge.
Das bei der AG Weser gebaute Schwesterschiff Kandelfels wurde ebenfalls zum Hilfskreuzer umgerüstet und war als Pinguin von Juni 1940 bis Mai 1941 im Einsatz.

### Kaperfahrt
Am 11. März 1940 lief der Hilfskreuzer Atlantis von Kiel durch den Kaiser-Wilhelm-Kanal nach Wilhelmshaven aus. Dort wartete man den endgültigen Befehl zum Auslaufen ab und begann das Schiff zu tarnen. Am 31. März 1940 lief die Atlantis, als erster deutscher Hilfskreuzer des Zweiten Weltkriegs und als norwegisches Motorschiff Knute Nelson getarnt, zu ihrer Kaperfahrt aus. Sie wurde zunächst von den Torpedobooten Leopard und Wolf gesichert. In der Dänemarkstraße übernahm U 37 das Geleit, während die Torpedoboote in ihre Häfen zurückkehrten. Entlang der Ausbruchsroute waren die Wetterbeobachtungsschiffe Fritz Homann (WBS 3), Hinrich Freese (WBS 4) und Adolf Vinnen (WBS 5) postiert, um die Atlantis mit Wetterinformationen zu unterstützen.
Nach dem geglückten Durchbruch in den Atlantik als angeblich sowjetische Kim konnte der Hilfskreuzer am 3. Mai 1940 mit der Versenkung des britischen Frachters Scientist vor Südwestafrika den ersten Erfolg seiner Kaperfahrt erzielen. Die 92 mitgeführten Minen wurden bereits im Mai 1940 vor dem südafrikanischen Kap Agulhas ausgelegt. Die Minensperre wurde allerdings frühzeitig erkannt und führte zu keinen Schiffsverlusten.
Aufgrund der Besetzung Norwegens und Dänemarks durch das Deutsche Reich wurden die Pläne aber dahingehend geändert, dass Schiff 16 britische Kräfte im Indischen Ozean binden sollte. In der Zeit von Juni bis November 1940 wurden dort neun weitere Schiffe versenkt. Größtes versenktes Schiff war am 17. September der französische Passagierdampfer Commissaire Ramel in britischen Diensten mit 10.061 BRT. Außerdem wurden drei Schiffe durch Prisenkommandos besetzt und nach Frankreich (Tirranna mit wertvoller Ladung und Gefangenen), Japan (Ole Jacob mit einer Ladung Flugbenzin und einigen Gefangenen) sowie nach Italienisch-Somaliland (Durmitor mit 312 Gefangenen) entlassen.
Unter den versenkten Schiffen war der Frachter Automedon, zu dessen Ladung wichtige britische Dokumente gehörten. Diese Beute war der größte Erfolg der Atlantis. Dem Kommandanten Rogge wurde dafür vom japanischen Kaiser Hirohito als Auszeichnung ein Samuraischwert geschenkt. Zwischenzeitlich erfolgte die erste komplette Überholung der Maschinen mit Bordmitteln. Allerdings fehlte es der Atlantis an Treibstoff, da die aufgebrachten Tanker nur bedingt geeigneten Treibstoff an Bord hatten und die Ausrüstung der Prisen ebenfalls den Bestand verringert hatte. Als das Schwesterschiff Pinguin die Kaperung des Tankers Storstad mit einer erheblichen Dieselladung meldete, entschloss sich Kapitän Rogge zu einem Treffen mit der Pinguin am 8. Dezember. Die Atlantis füllte ihre Tanks aus der Prise und gab an sie ihre Gefangenen ab, da die Storstad nach Frankreich durchbrechen sollte. Danach lief sie zu den Kerguelen, wo sie vom 14. Dezember bis zum 11. Januar 1941 verblieb. Der Hilfskreuzer beseitigte einen Rumpfschaden, den er beim Anlaufen der Inseln erlitten hatte, füllte seine Frischwasservorräte und vervollständigte seine Tarnung als norwegisches Motorschiff Tamesis, einem Schwesterschiff der Prise Tirranna. Nach der Tarnung als Knute Nelson und Kim, hatte sich die Atlantis im Atlantik als japanische Kasii Maru ausgegeben und hatte die Tirranna anfangs als niederländische Abbekerk getäuscht und sich dann als norwegische Tarifa ausgeben. Den bei Dämmerung aufgebrachten norwegischen Tankern Teddy und Ole Jacob hatte sie sich sogar als angeblicher britischer Hilfskreuzer genähert.
Wieder im Einsatz gelang der Atlantis die Versenkung eines Frachters und die Kaperung des Motorschiffes Speybank und des norwegischen Tankers Ketty Brøvig mit einer großen Dieselladung. Am 10. Februar traf sie dann noch mit dem Schwesterschiff Tannenfels zusammen. Dieses hatte bei Kriegsausbruch in der damals noch neutralen italienischen Kolonie Somaliland Zuflucht gesucht. Vor der drohenden britischen Besetzung sollte sie in die Heimat zurückkehren, sie brachte aber auch der Atlantis ihre Prisenbesatzung der Durmitor zurück, die zum Teil auf der Speybank gleich wieder eingesetzt wurde. Am Treibstoffüberfluss der Gruppe sollte auch der in dem Seegebiet um Südafrika operierende Schwere Kreuzer Admiral Scheer teilhaben, mit dem sich die vier Schiffe am 14. Februar trafen. Die Scheer übernahm 1.200 t Diesel aus der Ketty Brøvig und alle tauschten Versorgungsgüter. So gab die Scheer von ihrem Überfluss an frischen Eiern durch die Kaperung eines Kühlschiffes ab. Die Speybank blieb als Aufklärer bei der Atlantis, während die Ketty Brøvig Richtung Australien marschierte, wo sie den Versorger Coburg treffen und weitere Hilfskreuzer betanken sollte. Dieser Plan war aber den Briten durch Funkentschlüsselung bekannt und australische Kreuzer stellten den Tanker, der sich darauf selbst versenkte. Die Tannenfels war glücklicher. Nach Übernahme von Gefangenen der Admiral Scheer und anderen im Südatlantik operierenden Schiffen erreichte sie Bordeaux.
Ein weiteres Treffen mit der Admiral Scheer kam nicht zustande, da der Kreuzer sich den suchenden britischen Einheiten wieder in den Atlantik entzogen hatte. Am vereinbarten Treffpunkt hatte er seine Prise British Advocate zurückgelassen. Der Tanker erhielt von der Atlantis 500 t Öl, um das besetzte Frankreich erreichen zu können. Der Hilfskreuzer verlegte dann befehlsgemäß in den Norden des Indischen Ozeans. Dort versorgte sie am 29. März das aus Massaua ausgebrochene italienische U-Boot Perla mit Treibstoff und Lebensmitteln. Selten wurden einzeln fahrende Schiffe gesichtet, die oft neutralen Staaten angehörten und nicht gestoppt wurden. Darauf wurde die Speybank nach Europa entlassen und auch die Atlantis ging ohne weiteren Erfolg Anfang April 1941 wieder in den Südatlantik.
Am 17. April 1941 wurde der ägyptische Passagierdampfer Zam Zam versenkt, der sich auf dem Weg von New York nach Kapstadt befand und 317 Personen an Besatzung und Passagieren wurden aufgenommen. Unter ihnen befanden sich 138 US-Bürger, darunter der amerikanische Reporter David E. Scherman, der für die Zeitschriften Time und Life arbeitete. Während der kurzen Zeit, in der sich die Passagiere auf der Atlantis befanden, konnte er einige Fotos von dem Schiff machen. Nach der Übergabe der Gefangenen an das deutsche Versorgungsschiff Dresden ab 19. April im Planquadrat Andalusien gelang es ihm sogar, eine Seitenansicht der Atlantis zu fotografieren. Dieses Bild erschien Monate später und zeigte der Welt das Aussehen des deutschen „Raiders“.
An dem Treffpunkt trafen dann noch der Versorger Alsterufer und der Hilfskreuzer Kormoran ein. Die Alsterufer sollte die beiden Hilfskreuzer vor allem mit militärischen Versorgungsgütern versorgen. Die Atlantis füllte ihre Munitionsbestände auf und übernahm drei zerlegte und verpackte Schwimmerflugzeuge vom Typ Arado Ar 196, die die verbrauchten Heinkel He 114 ersetzen sollten. Die Kormoran sollte die Atlantis im Indischen Ozean ersetzen. Von der aus dem nahen Brasilien herangekommenen Dresden hatte die Atlantis vor allem die Auffüllung der Lebensmittelvorräte erwartet. Die hatte das Schiff nicht hinreichend und brauchte sie zudem für die neue Aufgabe als Gefangenenschiff selbst, da sie diese auf Weisung der Seekriegsleitung bis nach Frankreich bringen sollte.
Die Atlantis verblieb mit der Alsterufer am Versorgungspunkt, bis das Trossschiff Nordmark eintraf, aus dem sie ihre Treibstoffvorräte ergänzte. Mit der Nordmark kehrte auch der Navigationsoffizier des Hilfskreuzers, Kapitänleutnant Paul Kamenz, zurück an Bord. Er hatte als Prisenkommandant die Ole Jacob nach Japan gebracht und die Automedon-Papiere dort übergeben. Getarnt als deutscher Beamter war er mit der Transsibirischen Eisenbahn nach Deutschland zurückgekehrt und hatte auf dem U-Boot U 106 die Nordmark erreicht. Weitere Verstärkung des Offizierkorps waren zwei Leutnants der Admiral Graf Spee, die als einfache Matrosen der Dresden das Schiff erreicht hatten.
Der Kommandant tarnte sein Schiff neu, da die freizulassenden amerikanischen Gefangenen seine bisherige Tarnung bekannt machen würden. Aus der Atlantis wurde jetzt die niederländische Brastagi. Auch wurde eines der neuen Flugzeuge gleich zusammengebaut; dieses entdeckte ein mögliches Opfer, das jedoch nicht eingeholt wurde. Vom Flugzeug wurde dann auch der zweite Versorger von der Etappe Brasilien entdeckt, das am 24. April aus Santos ausgelaufene Motorschiff Babitonga der Hamburg-Süd, das neben einem großen Dieselbestand auch Lebensmittel und Wasser an Bord hatte. Der Kommandant entschloss sich, diese häufiger zu treffen und im nahen Seeraum zu behalten. Nahe der afrikanischen Küste gelang am 14. Mai die Versenkung eines britischen Frachters, dem bis Ende Juni drei weitere Versenkungen im Südatlantik folgten. Aber auch im Südatlantik gab es kaum noch einzelfahrende Schiffe. Einige einzelne Neutrale wurden angehalten und untersucht. Am 16. Juni wurde der bisherige Ausdauerrekord der Wolf für einen Hilfskreuzer in See mit 445 Tagen gebrochen. Am 21. verlor die Atlantis ihr Hilfsschiff Babitonga, das vom Schweren Kreuzer London kurz vor einem Treffpunkt aufgespürt worden war. Sie traf am 1. Juli auf Weisung der SKL den Hilfskreuzer Orion, um ihn mit Treibstoff für den Durchbruch in die Heimat zu versorgen.
Anschließend unternahm die Atlantis noch einen relativ erfolglosen Abstecher in den Pazifik. Sie verlegte bei teilweise sehr schlechtem Wetter auf der Höhe der Roaring Forties durch den südlichen Indischen Ozean dorthin und konnte am 10. September 1941 ein letztes Schiff zwischen Neuseeland und den Gesellschaftsinseln aufbringen. Es handelte sich um den norwegischen Frachter Silvaplana mit einer wertvollen Ladung, der von einer deutschen Prisenbesatzung bis zum 17. November 1941 erfolgreich nach Frankreich gebracht werden konnte. Bevor die Prise in Marsch gesetzt wurde, traf die Atlantis noch wie geplant mit dem Versorger Münsterland zusammen. Am Treffpunkt waren auch der Hilfskreuzer Komet mit seiner Prise Kota Nopan eingetroffen, die beide in die Heimat laufen sollten. Die Atlantis versorgte anschließend noch ihre Prise Silvaplana, die am 27. November den Marsch nach Frankreich begann.
Am 10. Oktober stoppte der Hilfskreuzer in der Lagune des Atolls Vanavana des Tuamotu-Archipels, wo die Besatzung nach zehn Monaten kurzzeitig an Land gehen konnte. Mehrere Flüge des Bordflugzeuges konnten keinen Schiffsverkehr feststellen. Die Atlantis setzte den Marsch durch die Südsee fort und stoppte nochmals bei der Insel Henderson der Pitcairn-Gruppe. Da keine Schiffe gefunden werden konnten, entschloss sich der Kommandant zum Abbruch des Unternehmens und zum Rückmarsch in die Heimat. Am 29. Oktober 1941 passierte der Hilfskreuzer Kap Hoorn und kehrte zum dritten Mal in den Südatlantik zurück.

### Ende der Kaperfahrt
Das Ende ereilte die Atlantis, nachdem Kapitän Rogge im Oktober 1941 den Befehl erhielt, den Handelskrieg abzubrechen und als U-Boot-Versorger zu fungieren. Da die Briten beim Aufbringen von U 110 den Enigma-Schlüssel der U-Boote erbeutet hatten, konnten sie die Funksprüche an die U-Boote mitlesen und so den Treffpunkt in Erfahrung bringen. Die Funkschlüssel der Hilfskreuzer hatten sie nie dechiffrieren können, da diese zu selten funkten. Als erstes Boot wurde U 68 südwestlich St. Helena versorgt. Danach änderte die Atlantis zum letzten Mal ihre Tarnung und wollte sich künftig als niederländisches Motorschiff Polyphemus ausgeben.
Am 22. November 1941 wurde das Schiff bei der Versorgung von U 126, nordwestlich der Insel Ascension, vom britischen Schweren Kreuzer Devonshire gestellt und so schwer beschädigt, dass Rogge die Selbstversenkung auf der Position anordnete. (Lage) Eine Gegenwehr war nicht möglich, da der britische Kreuzer außerhalb der eigenen Waffenwirkung (14–15 km) blieb. Acht Besatzungsmitglieder starben und 305 überlebten den Beschuss. Die Besatzung wurde von U 126 aufgenommen, teils an Bord selbst und teils in geschleppten Rettungsbooten. Die Männer wurden nach zwei Tagen an den Versorger Python abgegeben.
Dem Versorger widerfuhr bald darauf das gleiche Schicksal wie der Atlantis. Er wurde vom britischen Kreuzer Dorsetshire am 1. Dezember 1941 entdeckt und wurde ebenfalls selbstversenkt, um der Aufbringung zu entgehen. Beide Besatzungen konnten in einer groß angelegten Rettungsaktion durch die gerade versorgten deutschen U-Boote U A und U 68, die später eintreffenden U 124 und U 129 und die zur Unterstützung entsandten italienischen U-Boote Enrico Tazzoli, Giuseppe Finzi, Pietro Calvi und Luigi Torelli nach Frankreich gebracht werden. Bis auf elf Mann erreichten alle die Heimat Ende Dezember des Jahres.
Die Kaperfahrt der Atlantis dauerte insgesamt 622 Tage. Dabei wurde eine Strecke von 102.000 Seemeilen zurückgelegt. Es war die längste ununterbrochene Fahrt eines Kreuzers in der Geschichte. 22 gegnerische Schiffe (16 versenkt, sechs als Prise eingebracht), mit insgesamt 145.698 BRT, fielen ihr letztlich zum Opfer.

## Versenkungen und Prisen des Hilfskreuzers Atlantis
22 Schiffe:
|    | Name              | Typ             | Land                   | Datum                         | Tonnage in BRT | Verbleib |
| 1  | Scientist         | Frachter        | Vereinigtes Königreich | 3. Mai 1940 Südatlantik       | 6.200          | versenkt (Lage), 5 Tote |
| 2  | Tirranna          | Frachter        | Norwegen               | 10. Juni 1940 Indischer Ozean | 7.230          | auf (Lage) gekapert, am 5. August 1940 mit 273 Gefangenen und einer 18-köpfigen Prisenbesatzung nach Frankreich entlassen, am 22. September 1940 vor der Gironde durch das britische U-Boot Tuna versenkt, 87 Tote (nur ein Deutscher)                                              |
| 3  | City of Bagdad    | Frachter        | Vereinigtes Königreich | 11. Juli 1940                 | 7.505          | versenkt (Lage), 2 Tote |
| 4  | Kemmendine        | Frachter        | Vereinigtes Königreich | 13. Juli 1940                 | 7.770          | versenkt (Lage) |
| 5  | Talleyrand        | Frachter        | Norwegen               | 2. August 1940                | 6.730          | versenkt (Lage) |
| 6  | King City         | Frachter        | Vereinigtes Königreich | 24. August 1940               | 4.745          | versenkt (Lage), 6 Tote, Kohlenladung |
| 7  | Athelking         | Tanker          | Vereinigtes Königreich | 9. September 1940             | 9.555          | versenkt (Lage), 4 Tote |
| 8  | Benarty           | Frachter        | Vereinigtes Königreich | 10. September 1940            | 5.800          | versenkt (Lage), Ladung verschiedener Metalle |
| 9  | Commissaire Ramel | Passagierschiff | Frankreich             | 20. September 1940            | 10.061         | versenkt (Lage), 3 Tote |
| 10 | Durmitor          | Frachter        | Jugoslawien            | 22. Oktober 1940              | 5.620          | mit 312 Gefangenen unter einer Prisenbesatzung nach Mogadischu entlassen, das wegen Treibstoffmangels erst nach fünf (statt drei) Wochen erreicht wurde |
| 11 | Teddy             | Tanker          | Norwegen               | 9. November 1940              | 6.750          | 10.000 t Schweröl u. 500 t Diesel, kurz als Versorger genutzt, dann versenkt (Lage) |
| 12 | Ole Jakob         | Tanker          | Norwegen               | 10. November 1940             | 8.305          | hatte 10.000 t Flugbenzin an Bord, am 17. November 1940 mit Teilen der eigenen und der Teddy-Besatzung sowie einer Prisenmannschaft unter Kapitänleutnant Kamenz und den auf der Automedon gefundenen Unterlagen nach Japan entlassen, dort Anfang Dezember eingetroffen            |
| 13 | Automedon         | Frachter        | Vereinigtes Königreich | 11. November 1940             | 7.530          | versenkt (Lage), 8 Tote |
| 14 | Mandasor          | Frachter        | Vereinigtes Königreich | 24. Januar 1941               | 5.145          | versenkt (Lage), 6 Tote u. 20 Verwundete |
| 15 | Speybank          | Frachter        | Vereinigtes Königreich | 31. Januar 1941               | 5.154          | nach Nutzung als Aufklärer am 31. März nach Frankreich entlassen, am 10. Mai in Bordeaux eingetroffen |
| 16 | Ketty Brøvig      | Tanker          | Norwegen               | 2. Februar 1941               | 7.300          | Ladung von 6.370 t Schweröl und 4.125 t Diesel, als Versorger der deutschen Schiffe im Indischen Ozean genutzt, sollte auch den Hilfskreuzer Komet versorgen, auf dem Weg am 4. März 1941 vom Bordflugzeug der Canberra entdeckt und von der Prisenbesatzung selbst versenkt (Lage) |
| 17 | Zam Zam           | Passagierschiff | Ägypten                | 17. April 1941 Südatlantik    | 8.300          | versenkt (Lage), 24 Tote |
| 18 | Rabaul            | Frachter        | Vereinigtes Königreich | 14. Mai 1941                  | 6.810          | versenkt, 7 Tote, Kohlenladung |
| 19 | Trafalgar         | Frachter        | Vereinigtes Königreich | 24. Mai 1941                  | 4.530          | versenkt (Lage), 14 Tote, Kohlenladung |
| 20 | Tottenham         | Frachter        | Vereinigtes Königreich | 17. Juni 1941                 | 4.760          | versenkt (Lage), Ladung Militärgüter, ein Rettungsboot flieht und wird elf Tage später von einem britischen Frachter gefunden, der die 22 Schiffbrüchigen an Bord nimmt |
| 21 | Balzac            | Frachter        | Vereinigtes Königreich | 22. Juni 1941                 | 5.375          | versenkt (Lage), 4 Tote, u. a. 4.200 t Reis, |
| 22 | Silvaplana        | Frachter        | Norwegen               | 10. September 1941 Pazifik    | 4.790          | 27. September nach Frankreich entlassen, am 19. November in Bordeaux eingetroffen |

- Karte mit allen Koordinaten:
- OSM |
- WikiMap

versenkte Tonnage: 145.960 BRT
Tage auf See: 655

## Verfilmungen
- Unter zehn Flaggen (Sotto dieci bandieri), Italien 1960, Regie: Duilio Coletti, mit Van Heflin in der Rolle von Kapitän zur See Bernhard Rogge